# Marta Lucía Ramírez

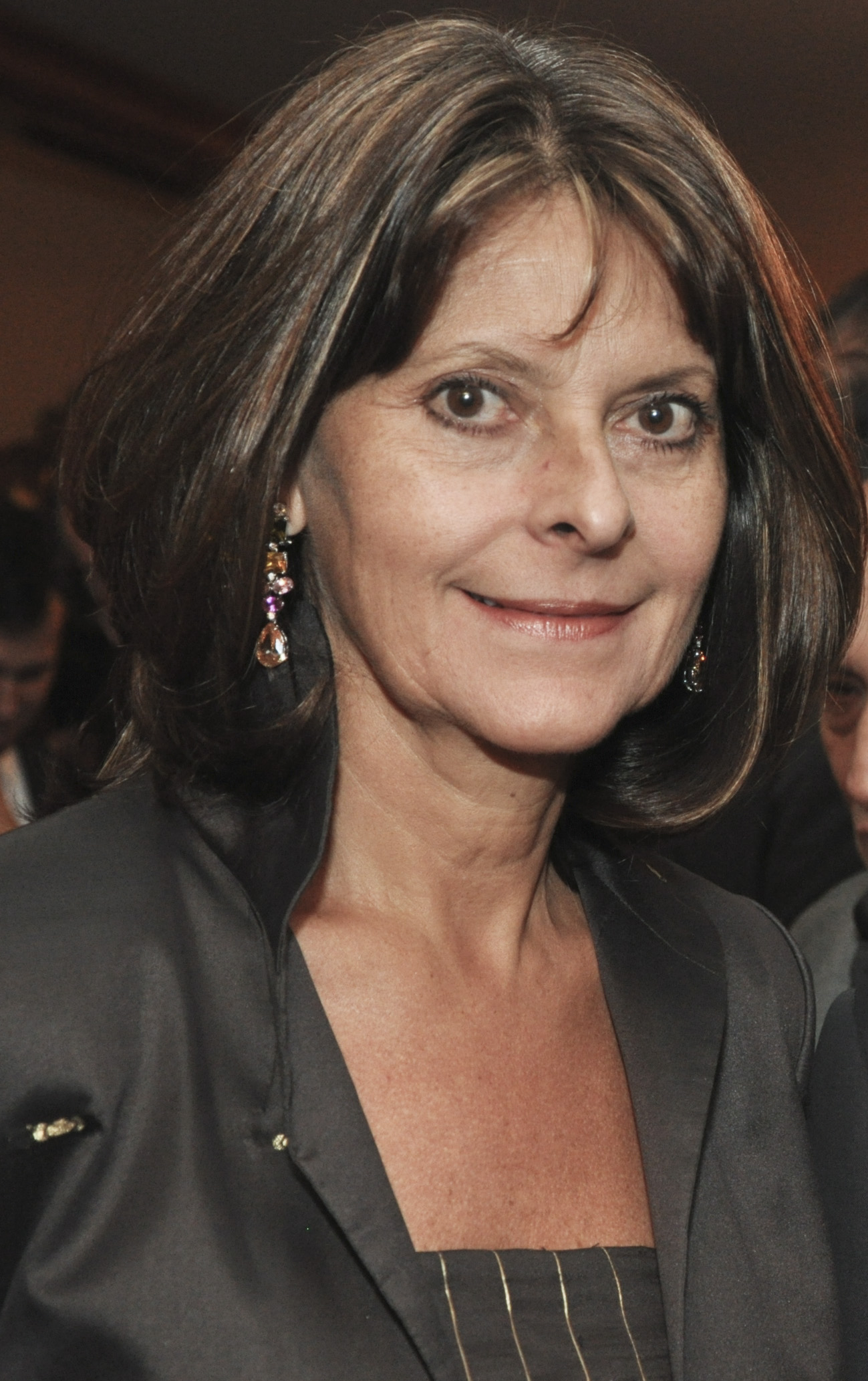
Marta Lucía Ramírez, 2012

Marta Lucía Ramírez Blanco (* 4. Juli 1954 in Zipaquirá, Cundinamarca) ist eine prominente kolumbianische Rechtsanwältin, Politikerin, Senatorin (2006 bis 2009) und von 2018 bis 2022 als erste Frau die Vizepräsidentin Kolumbiens. Von 2021 bis 2022 war sie darüber hinaus die Außenministerin des Landes.
Sie war Präsidentschaftskandidatin der Partido Conservador Colombiano (Kolumbianische Konservative Partei). Sie war von 1991 bis 1993 stellvertretende, von 1998 bis 2002 Außenhandelsministerin, 2002 Botschafterin von Kolumbien in Frankreich und zwischen 2002 und 2003 die erste weibliche Verteidigungsministerin. In dieser Rolle kämpfte sie mit Vehemenz gegen die bewaffneten Gruppen im Land.

## Biografie

### Jugend
In der Jugendzeit war Ramírez ein bekanntes Model in Kolumbien. Ramírez hat in Bogotá an der Pontificia Universidad Javeriana in Rechts- und Sozialökonomie promoviert. 2010 schrieb sie ein Buch zugunsten der amerikanischen Verteidigungszusammenarbeit mit der kolumbianischen Regierung. Als Präsidentin der Coalición para la Promoción de la Industria Colombiana veröffentlichte sie weitere Bücher.
Marta Lucía Ramírez ist seit den frühen 1990ern in der Politik ihres Landes aktiv. Im Jahr 2002 wurde Ramirez zur zweiten Frau in der Geschichte Lateinamerikas, die jemals zur Verteidigungsministerin ernannt wurde. Die Rechtsanwältin Ramirez begann ihre Karriere 1975 im Büro der Bankenaufsicht. Drei Jahre später wurde sie Direktorin der Zentralbankkontrolle.

### Politische Karriere
Nachdem sie Direktorin des Instituto Colombiano de Comercio Exterior (Incomex) von 1990 bis 1991 geworden war, begann sie in der Politik, als sie zur stellvertretenden Außenhandelsministerin ernannt wurde, eine Position, die sie zwei Jahre innehatte. Im Jahre 1993 kehrte Ramirez in den privaten Sektor zurück und gründete ihre eigene Anwaltskanzlei, Marta Lucia Ramirez de Rincon and Associates. Von 1997 bis 1998 war sie geschäftsführende Präsidentin der Inversiones de Gases de Colombia. Danach wurde Ramirez vom ehemaligen Präsidenten Andres Pastrana Arango zur Außenhandelsministerin ernannt.
2002 wurde sie Kolumbiens Botschafterin in Frankreich, kehrte aber nach der Wahl von Álvaro Uribe in die Heimat zurück, um Verteidigungsministerin zu werden.
Im Jahr 2006 nahm Ramirez ihr erstes gewähltes Amt an, nachdem sie die vierthöchste Stimmenzahl als Kandidatin für die mächtige Partido Social de Unidad Nacional erhalten hatte, hauptsächlich aufgrund ihrer Wurzeln in Cundinamarca und Bogotá, wo sie fast die Hälfte ihrer Wahlstimmen erhielt. Doch drei Jahre später wurde Ramirez’ Wahl aufgrund von Verstößen gegen das kolumbianische Wahlgesetz für nichtig erklärt. Sie arbeitete sechs Monate vor der Wahl für den Staat, was nicht erlaubt war.
Als Kandidatin der Präsidentschaftswahlen in Kolumbien 2014 belegte sie am Ende der ersten Runde mit 15,53 % der Stimmen den dritten Platz. Nach den Wahlen 2014 schloss sich Ramírez einer politischen Minderheit an, die sich gegen den Friedensvertrag mit der FARC ausgesprochen hatte, lehnte die Friedensgespräche nicht ab, sondern hielt eine kritische Haltung gegenüber den Konzessionen an die FARC bei.
Bei den Präsidentschaftswahlen in Kolumbien 2018 trat sie Kandidatin auf. Im März 2018 kündigte sie jedoch eine politische Zusammenarbeit mit Iván Duques Wahlkampagne an und forderte die Wähler der Konservativen Partei auf, sich Iván Duque anzuschließen.